# Katharina Wackernagel
Katharina Wackernagel (Friburgo de Brisgovia, Alemania, 15 de octubre de 1978) es una actriz y directora de cine alemana, reconocida por registrar una gran cantidad de apariciones en series de televisión de su país. Hasta la fecha ha dirigido dos películas, el cortometraje Think Positive y el largometraje Wenn Fliegen träumen.

## Filmografía

### Televisión
- 1997–1998: Hinter Gittern – Der Frauenknast
- 1997–2000: Tanja
- 1999: Schrei – denn ich werde dich töten!
- 2000: Hat er Arbeit?
- 2001: Das Mädcheninternat – Deine Schreie wird niemand hören
- 2002: Am Ende die Wahrheit
- 2002–2008: Bloch
- 2003: Das Wunder von Lengede
- 2003: Mädchen Nr. 1
- 2004: Dornröschens leiser Tod
- 2005: Die letzte Schlacht
- 2005: Die Luftbrücke – Nur der Himmel war frei
- 2005: Bettgeflüster & Babyglück
- 2006: Fünf-Sterne-Kerle inklusive
- 2006: Kommissar Stolberg – Flüchtige Begegnung
- 2006: Freundinnen fürs Leben
- 2007: Contergan
- 2007: Mein Mörder kommt zurück
- 2007: Polizeiruf 110: Tod eines Fahnders
- 2008: Wilsberg: Interne Affären
- 2009: Vulkan
- 2009: Tatort: Borowski und die heile Welt
- 2009: Donna Leon – Wie durch ein dunkles Glas
- 2009: Stralsund – Mörderische Verfolgung
- 2010: Gier
- 2010: Ken Folletts Eisfieber
- 2010: Liebe deinen Feind
- 2010: Der Meisterdieb
- 2010: Racheengel – Ein eiskalter Plan
- 2011: Stralsund – Außer Kontrolle
- 2011: Vater Mutter Mörder
- 2012: Die Schuld der Erben
- 2012: Tatort: Keine Polizei
- 2012: Stralsund – Blutige Fährte
- 2012: Bella Block: Der Fahrgast und das Mädchen
- 2012: Die Mongolettes – Wir wollen rocken
- 2012: Herbstkind
- 2012: Flemming – Der Mord des Jahrhunderts
- 2013: Das Adlon
- 2013: Stralsund – Tödliches Versprechen
- 2013: Jedes Jahr im Juni
- 2013: Stralsund – Freier Fall
- 2014: Immer wieder anders
- 2014: Mord am Höllengrund
- 2014: Bloß kein Stress!
- 2015: Stralsund – Kreuzfeuer
- 2015: Stralsund – Es ist nie vorbei
- 2015: Stralsund – Der Anschlag
- 2016: Der Urbino-Krimi: Die Tote im Palazzo
- 2016: Der Urbino-Krimi: Mord im Olivenhain
- 2016: Tödliche Gefühle
- 2016: Stralsund – Schutzlos
- 2016: Stralsund – Vergeltung
- 2017: Ein starkes Team: Vergiftet
- 2017: Landgericht – Geschichte einer Familie
- 2017: Friesland: Irrfeuer
- 2017: Chaos-Queens: Für jede Lösung ein Problem
- 2017: Die Pfefferkörner und der Fluch des Schwarzen Königs
- 2017: Stralsund – Kein Weg zurück
- 2018: Stralsund – Das Phantom
- 2018: Stralsund – Waffenbrüder
- 2018: Aenne Burda – Die Wirtschaftswunderfrau
- 2019: Stralsund – Schattenlinien
- 2019: Stralsund – Doppelkopf
- 2020: Meister des Todes 2

### Cine
- 1999: Plätze in Städten
- 2001: Venus Talking
- 2003: Das Wunder von Bern
- 2005: Die Boxerin
- 2007: GG 19 – Deutschland in 19 Artikeln
- 2008: Der Baader Meinhof Komplex
- 2008: Polska Love Serenade
- 2008: Die Schimmelreiter
- 2009: Résiste – Aufstand der Praktikanten
- 2011: Die letzte Lüge
- 2014: Bestefreunde
- 2018: Wenn Fliegen träumen

### Como directora
- 1998: Think Positive
- 2018: Wenn Fliegen träumen